# Alegoría sobre la doctrina de Monroe
Cuestión Guayana, Alegoría sobre la doctrina de Monroe fue un cortometraje estadounidense de 1896. Considerado como la primera película propagandística, el filme mostraba una lucha alegórica sobre el determinismo nacional entre el Imperio Británico, Estados Unidos y Venezuela.
Estrenada con los títulos The Monroe Doctrine y The Venezuela Case, actualmente es considerado un film perdido.

## Trama

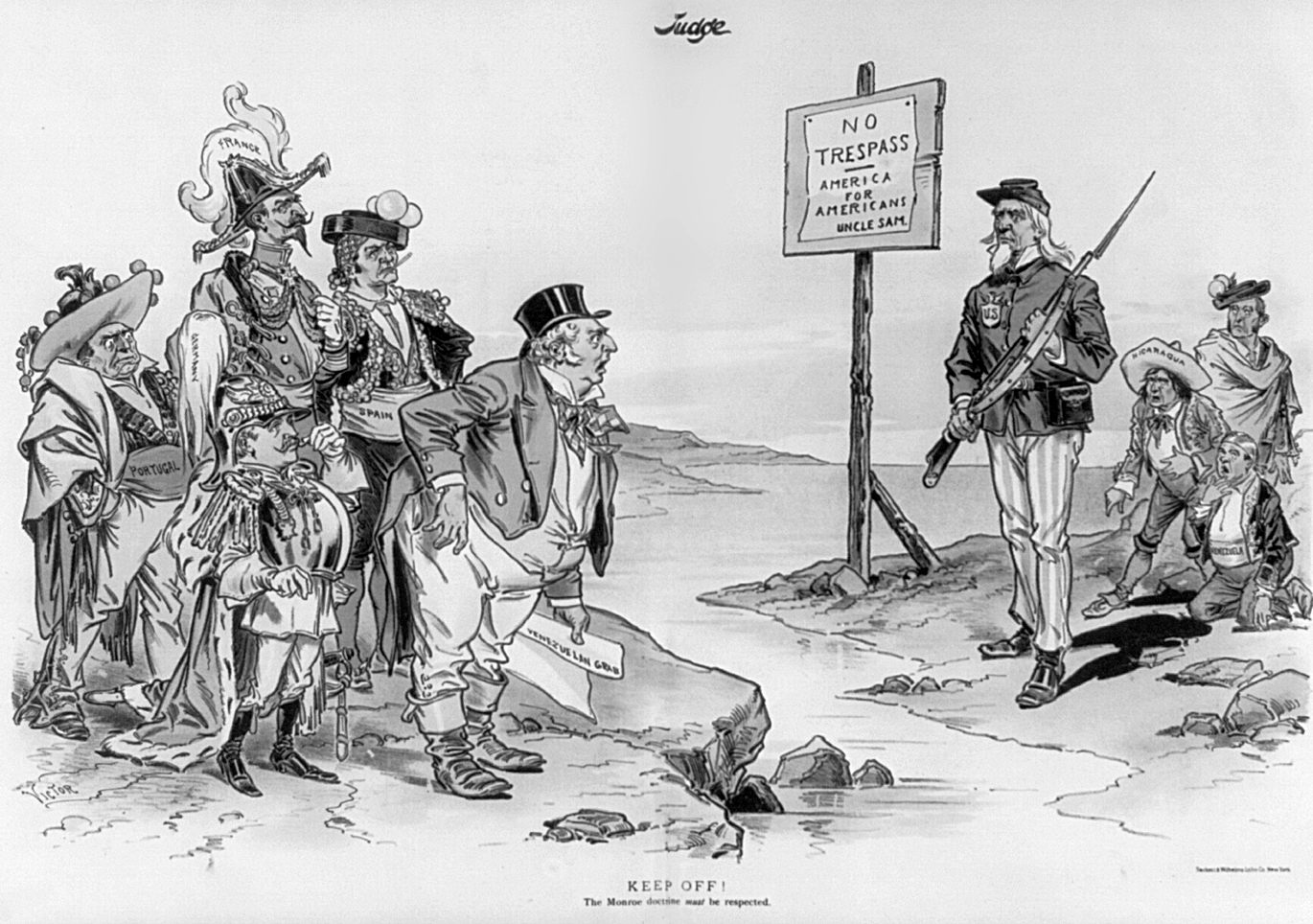
El Tío Sam se mantiene firme con un rifle entre figuras europeas y representantes de Nicaragua y Venezuela.
Caricatura de en publicada en 1896 de la cual se basa la película.

John Bull llega a una costa que representa a Venezuela y comienza a atacarla con armas de fuego, abrumando al país. El Tío Sam llega desde la parte posterior de la imagen y agarra a Bull por el cuello. Al derrotarlo y darle un ejemplo, Sam obliga a Bull a arrodillarse y le pide que se quite el sombrero ante Venezuela. Sam ha defendido los principios de la Doctrina Monroe.

## Reparto
- Charles F. Walton, conocido por actuar en películas de boxeo y por su físico larguirucho, como el Tío Sam.[5]
- John Mayon, un reemplazo del rival de Walton, John Slavin, conocido por ser robusto, como John Bull.[5]

## Contexto y estreno
La película se hizo por la compañía de Thomas Alva Edison como un estreno para su Vitascopio en 1896. Representaba una disputa política originada por un largo desacuerdo sobre la soberanía territorial entre la Guayana británica y Venezuela. Los mineros de Venezuela habían comenzado a explotar la tierra en disputa y los británicos les advirtieron con amenazas de intervención armada. Estados Unidos, en su papel asumido como protector de América Latina frente a fuerzas políticas europeas, medió para evitar un conflicto.
El historiador de cine Charles Musser escribió que el filme estaba "sin duda inspirado en una caricatura política" que representa el mismo conflicto publicada a principios de 1896, y se realizó en abril de ese mismo año. Se estrenó con el lanzamiento del Vitascopio en el Koster & Bial's Music Hall de la ciudad de Nueva York el 23 de abril de 1896; Según el New York Herald, el público quedó "encantado" con la película y con el dominio estadounidense mostrado. La selección de películas para el estreno estuvo a cargo de Raff & Gammon.
En julio del mismo año, se convirtió en la primera película en proyectarse en Venezuela, donde, según se informa, los espectadores del teatro Baralt de Maracaibo quedaron "conmovidos" por el hecho de que se hiciera una película que representaba a su país.

## Análisis
Alegoría sobre la doctrina Monroe es descrita por Musser como una "alegoría cómica" que era "abiertamente política". Esto se ha notado especialmente en su primer contexto, ocupando el quinto puesto en el orden de clasificación en el estreno del Vitascope; vino después de Walton & Slavin, un combate de boxeo burlesco entre figuras alegóricas del Tío Sam y John Bull, y Band Drill (una sección de Milk White Flag), en el que los soldados estadounidenses marchan a la guerra. Musser también la comparó con la segunda película proyectada esa noche, Sea Waves at Dover, que muestra detalles de las olas en Dover en Inglaterra golpeando la costa, reflejando las imágenes alegóricas utilizadas en esta película. La elección de la narrativa patriótica en los filmes pudo haber sido elegido para combatir alegóricamente una esperada afluencia de dispositivos similares al Vitasopio por parte de fabricantes de proyectores europeos, o para advertir a las compañías cinematográficas francesas que no expandieran su mercado en América. Los historiadores de los medios James Chapman Y Nicholas J. Cull lo refieren como "probablemente la primera película de propaganda".